# Sur Les Traces de Black Eskimo
Sur Les Traces de Black Eskimo är Les Georges Leningrads andra album. Albumet släpptes den 5 oktober 2004.

## Låtlista
1. Missing Gary
2. Sponsorships
3. Black Eskimo
4. Nebraska's Valentine
5. Umiarjuaq
6. Wunderkind #2
7. Supa Doopa
8. St. Mary's Memorial Hall
9. Pekin Pekin
10. Richard
11. Fifi F
12. Coment Te Dire Adieu